# John Allen Paulos
John Allen Paulos (Chicago, 4 luglio 1945) è un matematico statunitense.

## Biografia
John Allen Paulos, statunitense di origini greche cresciuto tra Chicago e Milwaukee, ha ottenuto il Ph.D. in matematica all'università del Wisconsin (University of Wisconsin-Madison). Professore di matematica alla Temple University di Filadelfia e professore aggiunto alla Columbia University,  concentra le sue attività sulla teoria delle probabilità e logica matematica. Oltre all'attività accademica, Paulos si dedica alla divulgazione scientifica collaborando con testate giornalistiche quali New York Times, Wall Street Journal, Forbes, London Review of Books e la rete televisiva ABC. Nel 2003 ha ricevuto il premio AAAS (American Association for the Advancement of Science) per il suo impegno nella promozione della comprensione della "Scienza e Tecnologia".

## Pubblicazioni
- John Allen Paulos, La prova matematica dell'inesistenza di dio, Milano, Rizzoli, 2008  [2007], ISBN 88-17-02489-9.
- John Allen Paulos, Un matematico gioca in Borsa. Consigli e sconsigli per chi vuole diventare ricco con le buone azioni, Milano, Garzanti, 2004  [2003], ISBN 88-11-66540-X.
- 1998 - Once Upon a Number: The Hidden Mathematical Logic of Stories
- 1995 - A Mathematician Reads the Newspaper, ISBN 0-385-48254-X (Un matematico legge i giornali nell'edizione italiana 2009 di Rizzoli)
- 1991 - Beyond Numeracy: Ruminations of a Numbers Man
- 1989 – Innumeracy (Gli snumerati nell'edizione italiana)
- 1985 - I Think Therefore I Laugh: The Flip Side of Philosophy (Penso, dunque rido. L'altra faccia della filosofia nell'edizione italiana 2003 di Feltrinelli)
- 1980 - Mathematics & Humor